# Xã Liberty, Quận Clay, Missouri
Xã Liberty (tiếng Anh: Liberty Township) là một xã thuộc quận Clay, tiểu bang Missouri, Hoa Kỳ. Năm 2010, dân số của xã này là 56.978 người.